# シックス・ネイションズ
シックス・ネイションズ・チャンピオンシップ（Six Nations Championship、6カ国対抗）は、ヨーロッパの6カ国が参加する国際ラグビーユニオン大会。ビールメーカーギネスが冠スポンサーのため、ギネス・シックス・ネイションズ（Guinness Men's Six Nations）として開催されている。毎年2月から3月にかけて、総当たり戦（各チーム5試合、大会全体では15試合）を行う。次の年はホームとアウェイが入れ替わる。

## 歴史
1871年にスコットランドとイングランドの間で、史上初のテストマッチ（国代表チーム同士の正式な対戦）が行われた。次いで1875年にはアイルランド、1881年にはウェールズの代表チームが初めて結成され、それぞれイングランドとの間で最初のテストマッチを戦った。
まもなく、これら4カ国の間では、毎年ほぼ総当たりでテストマッチが行われるようになったため、総合成績によって順位を決めるようになった。1882年から1883年にかけてアイルランド対ウェールズ戦を除くすべてのカードが開催され、イングランドが3戦全勝したのが第1回とされ、大会は「ホーム・ネーションズ・チャンピオンシップ（Home Nations Championship）」と呼ばれた。
1910年からフランスが大会に加わり、大会は「ファイブ・ネイションズ（5カ国対抗）」と呼ばれるようになった。フランスはアマチュアリズムに反して選手に報酬を支払ったとされたため、1932年に大会から除外され、4カ国による開催「ホーム・ネーションズ・チャンピオンシップ」に戻った。
1940年から第二次世界大戦のため中止。1947年に再開され、同時にフランスも復帰し「ファイブ・ネイションズ（5カ国対抗）」に戻った。
2000年からイタリアの参加にともない、現在の大会名「シックス・ネイションズ」に変更された。2000年大会の第1試合に出場したイタリア代表1番（左プロップ）の選手マッシモ・クッティッタは、後の活躍などを経て、2022年創設のクッティッタ・カップの由来となった。
2019年からギネスがタイトルパートナーとなり、「ギネス・シックス・ネイションズ（GUINNESS Six Nations）」と冠名がつく。女子大会は2024年から。
2020年は、新型コロナウイルス感染症の世界的流行の影響で例年の3月までに終了できず、第4節の1試合「アイルランドvsイタリア」と、第5節（最終節）の全試合「ウェールズvsスコットランド」、「イタリアvsイングランド」、「フランスvsアイルランド」が延期され、10月に実施された。

## 賞・トロフィー

### 優勝
総当たり戦（各チーム5試合ずつ、大会合計15試合）により、勝ち点で順位を決め、優勝チームにはトロフィーが授与される。トロフィーは2016年大会から刷新された。高さ75cm、側面は6つの面でデザインされ、7kgの銀が使われている。

### グランドスラムとトリプルクラウン
- 全勝優勝をグランドスラム（Grand Slam）という。ホーム・ネイションズ（イングランド、スコットランド、アイルランド、ウェールズ）4国の中での全勝（3勝）をトリプルクラウン（Triple Crown）と呼ぶ。試合が同点の場合は引き分けとなり、勝利に含めない。
- グランドスラムとトリプルクラウンにはトロフィーなどの授与・表彰は無く、その栄誉をたたえられるだけである。

### ウドゥン・スプーン
- 最下位チーム、および 最下位チーム賞を、ウドゥン・スプーン（Wooden Spoon、木のスプーン）という。この不名誉な称号で呼ばれるだけで、実際に木のスプーンやトロフィー類を授与されるわけではない。イギリスの言い伝え「貧乏な家の子供は木のスプーンをくわえて生まれてくる」にちなむ[11][12]。
- 6か国参加となった2000年から2024年までの25回のうち、イタリア18回、スコットランド4回、ウェールズ2回、フランスが1回、ウドゥン・スプーンとなった。

### 2国間トロフィー（Rivalry Trophies）
- シックス・ネイションズの対戦の中には、2国間で争われるトロフィーがあり、ライバルトロフィーという意味で、英語では「Rivalry Trophies」という[13]。2022年に新設の「クッティッタ・カップ（Cuttitta Cup）」で、7つになった。
- 勝ったチームには、それぞれ特徴のある形のトロフィー（カップ）が授与される[14][15]。同点で試合が終了した場合は引き分けとなり、その年の勝者は不在となる。
- スコットランドにとっては、5試合すべて、2国間トロフィーをかけた対戦である。

| トロフィー | 対戦するチーム                | 創設年 | 由来 |
| --- | ----------------------------- | ------ | --- |
| カルカッタカップ (英)Calcutta Cup                                                                                               | イングランド · スコットランド | 1879   | 1878年に解散したインドのチーム「カルカッタ・フットボール・クラブ」が、保有していたルピー銀貨を溶かしてカップを作り、イングランドラグビー協会に寄贈したことに由来する。キングコブラの形をした3つの取っ手がカップについている。 |
| ミレニアム・トロフィー (英)Millennium Trophy                                                                                    | アイルランド · イングランド   | 1988   | 988年のヴァイキングによるアイルランド・ダブリンへの入植1000周年を記念。トロフィーは、ヴァイキングのヘルメットの形をしている。 |
| センテナリー・クウェイク (英)Centenary Quaich                                                                                   | アイルランド · スコットランド | 1989   | クウェイクは、スコットランド伝統の「左右に取っ手がついた浅い酒杯」。国際ラグビーフットボール評議会（IRFB）創立100周年を機に創立された賞。授与されるカップも、クウェイクの形。 |
| ジュゼッペ・ガリバルディ・トロフィー (英)Giuseppe Garibaldi Trophy (伊)Trofeo Giuseppe Garibaldi (仏)Trophée Giuseppe-Garibaldi | イタリア · フランス           | 2007   | フランスで生まれ、普仏戦争中にフランス陸軍の将軍として戦い、後にイタリア王国成立を果たしたイタリアの革命家であるジュゼッペ・ガリバルディの生誕200年を記念。黒い棒で円を描いた形のトロフィーを授与する。 |
| オールドアライアンストロフィー (英)Auld Alliance Trophy (仏)Trophée Auld Alliance                                               | スコットランド · フランス     | 2018   | 両国の代表選手が数多く命を落とした第一次世界大戦の終結から100年を記念。「オールドアライアンス」は、13世紀から16世紀にかけてスコットランドとフランスで締結されていた「オールド同盟（Auld Alliance）」にちなんでいる。トロフィーは途中で切れたようなデザインとなっており、「第一次世界大戦で悲劇的に断ち切られた人生」を表現している。 |
| ドッディ・ウィアーカップ (英)Doddie Weir Cup                                                                                    | スコットランド · ウェールズ   | 2018   | 運動ニューロン病を患っていることを公表し、運動ニューロン病患者とその家族をサポートする基金を立ち上げた元スコットランド代表選手のドッディ・ウィアーを記念し創設された。彼の耳の形をイメージした取っ手がついたデザインとなっている。                                                                                                   |
| クッティッタ・カップ (英・伊)Cuttitta Cup                                                                                       | イタリア · スコットランド     | 2022   | イタリア代表キャプテンとスコットランド代表スクラムコーチを務め、2021年に54歳で新型コロナウイルス感染症で死去したマッシモ・クッティッタを記念し創設された。トロフィーの左右の持ち手は、それぞれ1番プロップ、3番プロップの各選手が頭を下げてスクラムを組んでいる形をなしている。                                                       |

## 会場
2025年大会の試合会場。
| イングランド           | フランス               | アイルランド       | イタリア                             | スコットランド                                     | ウェールズ                   |
| アリアンツ・スタジアム | スタッド・ド・フランス | アビバ・スタジアム | スタディオ・オリンピコ・ディ・ローマ | スコティッシュ・ガス・マレーフィールド・スタジアム | プリンシパリティ・スタジアム |
| 82,000人収容           | 81,338人収容           | 51,700人収容       | 73,261人収容                         | 67,144人収容                                       | 43,931人収容                 |
| ロンドン               | サン＝ドニ             | ダブリン           | ローマ                               | エディンバラ                                       | カーディフ                   |

2024年には、2024年パリオリンピック開催のため、フランスはスタッド・ド・フランスを使用できず、複数の他の競技場を使用した。

## 結果

### タイトル獲得回数（全期間）
2025年3月16日現在
|                                                                   | · イングランド   | · アイルランド   | · スコットランド   | · ウェールズ   | · フランス   | · イタリア   |
| ----------------------------------------------------------------- | ---------------- | ---------------- | ------------------ | -------------- | ------------ | ------------ |
| 試合数                                                            | 135              | 137              | 137                | 137            | 102          | 32           |
| 単独優勝（カッコ内は同時優勝）回数                                |                  |                  |                    |                |              |              |
|                                                                   | イングランドの旗 | アイルランドの旗 | スコットランドの旗 | ウェールズの旗 | フランスの旗 | イタリアの旗 |
| ホーム・ネイションズ時代                                          | 5 (4)            | 4 (4)            | 10 (3)             | 7 (4)          | 該当せず     | 該当せず     |
| ファイブ・ネイションズ時代                                        | 17 (6)           | 6 (5)            | 5 (6)              | 15 (8)         | 12 (8)       | 該当せず     |
| シックス・ネイションズ (現在)                                     | 7                | 6                | 0                  | 6              | 7            | 0            |
| 合計                                                              | 29 (10)          | 16 (9)           | 15 (9)             | 28 (12)        | 19 (8)       | 0 (0)        |
| グランドスラム（全勝優勝）回数                                    |                  |                  |                    |                |              |              |
|                                                                   | イングランドの旗 | アイルランドの旗 | スコットランドの旗 | ウェールズの旗 | フランスの旗 | イタリアの旗 |
| ホーム・ネイションズ時代                                          | 0                | 0                | 0                  | 2              | 該当せず     | 該当せず     |
| ファイブ・ネイションズ時代                                        | 11               | 1                | 3                  | 6              | 6            | 該当せず     |
| シックス・ネイションズ (現在)                                     | 2                | 3                | 0                  | 4              | 4            | 0            |
| 合計                                                              | 14               | 4                | 3                  | 12             | 10           | 0            |
| トリプルクラウン（ホーム・ネーションズ（英4か国）内での全勝）回数 |                  |                  |                    |                |              |              |
|                                                                   | イングランドの旗 | アイルランドの旗 | スコットランドの旗 | ウェールズの旗 | フランスの旗 | イタリアの旗 |
| ホーム・ネイションズ時代                                          | 5                | 2                | 7                  | 6              | 該当せず     | 該当せず     |
| ファイブ・ネイションズ時代                                        | 16               | 4                | 3                  | 11             | 該当せず     | 該当せず     |
| シックス・ネイションズ (現在)                                     | 5                | 8                | 0                  | 5              | 該当せず     | 該当せず     |
| 合計                                                              | 26               | 14               | 10                 | 22             | 該当せず     | 該当せず     |
| ウドゥン・スプーン（最下位チーム賞）回数                          |                  |                  |                    |                |              |              |
|                                                                   | イングランドの旗 | アイルランドの旗 | スコットランドの旗 | ウェールズの旗 | フランスの旗 | イタリアの旗 |
| ホーム・ネイションズ時代                                          | 7                | 10               | 5                  | 6              | 該当せず     | 該当せず     |
| ファイブ・ネイションズ時代                                        | 10               | 15               | 15                 | 10             | 12           | 該当せず     |
| シックス・ネイションズ (現在)                                     | 0                | 0                | 4                  | 3              | 1            | 18           |
| 合計                                                              | 17               | 25               | 24                 | 19             | 13           | 18           |

### ホーム・ネイションズ時代・第1期 (1883–1909)
「ホーム」と呼ばれる4か国体制（イングランド、アイルランド、スコットランド、ウェールズ）での、タイトル獲得一覧。
| 開催 | 優勝                        | グランドスラム | トリプルクラウン   | カルカッタカップ   |
| ---- | --------------------------- | -------------- | ------------------ | ------------------ |
| 1883 | イングランド                | 争われず       | イングランド       | イングランド       |
| 1884 | イングランド                | 争われず       | イングランド       | イングランド       |
| 1885 | 決定できず                  | 争われず       | 決定できず         | 決定できず         |
| 1886 | イングランド スコットランド | 争われず       | なし               | 引き分け           |
| 1887 | スコットランド              | 争われず       | なし               | 引き分け           |
| 1888 | 決定できず                  | 争われず       | イングランド不参加 | イングランド不参加 |
| 1889 | 決定できず                  | 争われず       | イングランド不参加 | イングランド不参加 |
| 1890 | イングランド スコットランド | 争われず       | なし               | イングランド       |
| 1891 | スコットランド              | 争われず       | スコットランド     | スコットランド     |
| 1892 | イングランド                | 争われず       | イングランド       | イングランド       |
| 1893 | ウェールズ                  | 争われず       | ウェールズ         | スコットランド     |
| 1894 | アイルランド                | 争われず       | アイルランド       | スコットランド     |
| 1895 | スコットランド              | 争われず       | スコットランド     | スコットランド     |
| 1896 | アイルランド                | 争われず       | なし               | スコットランド     |
| 1897 | 決定できず                  | 争われず       | 決定できず         | イングランド       |
| 1898 | 決定できず                  | 争われず       | 決定できず         | 引き分け           |
| 1899 | アイルランド                | 争われず       | アイルランド       | スコットランド     |
| 1900 | ウェールズ                  | 争われず       | ウェールズ         | 引き分け           |
| 1901 | スコットランド              | 争われず       | スコットランド     | スコットランド     |
| 1902 | ウェールズ                  | 争われず       | ウェールズ         | イングランド       |
| 1903 | スコットランド              | 争われず       | スコットランド     | スコットランド     |
| 1904 | スコットランド              | 争われず       | なし               | スコットランド     |
| 1905 | ウェールズ                  | 争われず       | ウェールズ         | スコットランド     |
| 1906 | アイルランド ウェールズ     | 争われず       | なし               | イングランド       |
| 1907 | スコットランド              | 争われず       | スコットランド     | スコットランド     |
| 1908 | ウェールズ                  | ウェールズ     | ウェールズ         | スコットランド     |
| 1909 | ウェールズ                  | ウェールズ     | ウェールズ         | スコットランド     |
| 開催 | 優勝                        | グランドスラム | トリプルクラウン   | カルカッタカップ   |

### ファイブ・ネイションズ時代・第1期 (1910–1931)
フランスが加わり、5か国体制となる。
| 開催    | 優勝                                   | グランドスラム             | トリプルクラウン           | カルカッタカップ           |
| ------- | -------------------------------------- | -------------------------- | -------------------------- | -------------------------- |
| 1910    | イングランド                           | なし                       | なし                       | イングランド               |
| 1911    | ウェールズ                             | ウェールズ                 | ウェールズ                 | イングランド               |
| 1912    | アイルランド イングランド              | なし                       | なし                       | スコットランド             |
| 1913    | イングランド                           | イングランド               | イングランド               | イングランド               |
| 1914    | イングランド                           | イングランド               | イングランド               | イングランド               |
| 1915–19 | 第一次世界大戦のため不開催             | 第一次世界大戦のため不開催 | 第一次世界大戦のため不開催 | 第一次世界大戦のため不開催 |
| 1920    | スコットランド ウェールズ イングランド | なし                       | なし                       | イングランド               |
| 1921    | イングランド                           | イングランド               | イングランド               | イングランド               |
| 1922    | ウェールズ                             | なし                       | なし                       | イングランド               |
| 1923    | イングランド                           | イングランド               | イングランド               | イングランド               |
| 1924    | イングランド                           | イングランド               | イングランド               | イングランド               |
| 1925    | スコットランド                         | スコットランド             | スコットランド             | スコットランド             |
| 1926    | アイルランド スコットランド            | なし                       | なし                       | スコットランド             |
| 1927    | アイルランド スコットランド            | なし                       | なし                       | スコットランド             |
| 1928    | イングランド                           | イングランド               | イングランド               | イングランド               |
| 1929    | スコットランド                         | なし                       | なし                       | スコットランド             |
| 1930    | イングランド                           | なし                       | なし                       | 引き分け                   |
| 1931    | ウェールズ                             | なし                       | なし                       | スコットランド             |
| 開催    | 優勝                                   | グランドスラム             | トリプルクラウン           | カルカッタカップ           |

### ホーム・ネイションズ時代・第2期 (1932–1939)
この期間はフランスが抜けてホーム4国のみとなったため、全勝優勝「グランドスラム」は、3か国に勝利の「トリプルクラウン」と同じ意味となり、グランドスラムを設置していない。
| 開催    | 優勝                                   | グランドスラム             | トリプルクラウン           | カルカッタカップ           |
| ------- | -------------------------------------- | -------------------------- | -------------------------- | -------------------------- |
| 1932    | イングランド アイルランド ウェールズ   | –                          | なし                       | イングランド               |
| 1933    | スコットランド                         | –                          | スコットランド             | スコットランド             |
| 1934    | イングランド                           | –                          | イングランド               | イングランド               |
| 1935    | アイルランド                           | –                          | なし                       | スコットランド             |
| 1936    | ウェールズ                             | –                          | なし                       | イングランド               |
| 1937    | イングランド                           | –                          | イングランド               | イングランド               |
| 1938    | スコットランド                         | –                          | スコットランド             | スコットランド             |
| 1939    | イングランド, アイルランド, ウェールズ | –                          | なし                       | イングランド               |
| 開催    | 優勝                                   | グランドスラム             | トリプルクラウン           | カルカッタカップ           |
| 1940–46 | 第二次世界大戦のため不開催             | 第二次世界大戦のため不開催 | 第二次世界大戦のため不開催 | 第二次世界大戦のため不開催 |

### ファイブ・ネイションズ時代・第2期 (1947–1999)
フランスが再度加わり、5か国体制に戻る。1988年からトロフィーが2つ増える。
| 開催 | 優勝                                                           | グランドスラム | トリプルクラウン | カルカッタ カップ | ミレニアム トロフィー | センテナリー クウェイク |
| ---- | -------------------------------------------------------------- | -------------- | ---------------- | ----------------- | --------------------- | ----------------------- |
| 1947 | イングランド ウェールズ                                        | なし           | なし             | イングランド      | 創設前                | 創設前                  |
| 1948 | アイルランド                                                   | アイルランド   | アイルランド     | スコットランド    | 創設前                | 創設前                  |
| 1949 | アイルランド                                                   | なし           | アイルランド     | イングランド      | 創設前                | 創設前                  |
| 1950 | ウェールズ                                                     | ウェールズ     | ウェールズ       | スコットランド    | 創設前                | 創設前                  |
| 1951 | アイルランド                                                   | なし           | なし             | イングランド      | 創設前                | 創設前                  |
| 1952 | ウェールズ                                                     | ウェールズ     | ウェールズ       | イングランド      | 創設前                | 創設前                  |
| 1953 | イングランド                                                   | なし           | なし             | イングランド      | 創設前                | 創設前                  |
| 1954 | イングランド フランス ウェールズ                               | なし           | イングランド     | イングランド      | 創設前                | 創設前                  |
| 1955 | フランス ウェールズ                                            | なし           | なし             | イングランド      | 創設前                | 創設前                  |
| 1956 | ウェールズ                                                     | なし           | なし             | イングランド      | 創設前                | 創設前                  |
| 1957 | イングランド                                                   | イングランド   | イングランド     | イングランド      | 創設前                | 創設前                  |
| 1958 | イングランド                                                   | なし           | なし             | 引き分け          | 創設前                | 創設前                  |
| 1959 | フランス                                                       | なし           | なし             | 引き分け          | 創設前                | 創設前                  |
| 1960 | イングランド フランス                                          | なし           | イングランド     | イングランド      | 創設前                | 創設前                  |
| 1961 | フランス                                                       | なし           | なし             | イングランド      | 創設前                | 創設前                  |
| 1962 | フランス                                                       | なし           | なし             | 引き分け          | 創設前                | 創設前                  |
| 1963 | イングランド                                                   | なし           | なし             | イングランド      | 創設前                | 創設前                  |
| 1964 | スコットランド ウェールズ                                      | なし           | なし             | スコットランド    | 創設前                | 創設前                  |
| 1965 | ウェールズ                                                     | なし           | ウェールズ       | 引き分け          | 創設前                | 創設前                  |
| 1966 | ウェールズ                                                     | なし           | なし             | スコットランド    | 創設前                | 創設前                  |
| 1967 | フランス                                                       | なし           | なし             | イングランド      | 創設前                | 創設前                  |
| 1968 | フランス                                                       | フランス       | なし             | イングランド      | 創設前                | 創設前                  |
| 1969 | ウェールズ                                                     | なし           | ウェールズ       | イングランド      | 創設前                | 創設前                  |
| 1970 | フランス ウェールズ                                            | なし           | なし             | スコットランド    | 創設前                | 創設前                  |
| 1971 | ウェールズ                                                     | ウェールズ     | ウェールズ       | スコットランド    | 創設前                | 創設前                  |
| 1972 | 決定できず                                                     | 決定できず     | 決定できず       | スコットランド    | 創設前                | 創設前                  |
| 1973 | イングランド フランス アイルランド · スコットランド ウェールズ | なし           | なし             | イングランド      | 創設前                | 創設前                  |
| 1974 | アイルランド                                                   | なし           | なし             | スコットランド    | 創設前                | 創設前                  |
| 1975 | ウェールズ                                                     | なし           | なし             | イングランド      | 創設前                | 創設前                  |
| 1976 | ウェールズ                                                     | ウェールズ     | ウェールズ       | スコットランド    | 創設前                | 創設前                  |
| 1977 | フランス                                                       | フランス       | ウェールズ       | イングランド      | 創設前                | 創設前                  |
| 1978 | ウェールズ                                                     | ウェールズ     | ウェールズ       | イングランド      | 創設前                | 創設前                  |
| 1979 | ウェールズ                                                     | なし           | ウェールズ       | 引き分け          | 創設前                | 創設前                  |
| 1980 | イングランド                                                   | イングランド   | イングランド     | イングランド      | 創設前                | 創設前                  |
| 1981 | フランス                                                       | フランス       | なし             | イングランド      | 創設前                | 創設前                  |
| 1982 | アイルランド                                                   | なし           | アイルランド     | 引き分け          | 創設前                | 創設前                  |
| 1983 | フランス アイルランド                                          | なし           | なし             | スコットランド    | 創設前                | 創設前                  |
| 1984 | スコットランド                                                 | スコットランド | スコットランド   | スコットランド    | 創設前                | 創設前                  |
| 1985 | アイルランド                                                   | なし           | アイルランド     | イングランド      | 創設前                | 創設前                  |
| 1986 | フランス スコットランド                                        | なし           | なし             | スコットランド    | 創設前                | 創設前                  |
| 1987 | フランス                                                       | フランス       | なし             | イングランド      | 創設前                | 創設前                  |
| 開催 | 優勝                                                           | グランドスラム | トリプルクラウン | カルカッタ カップ | ミレニアム トロフィー | センテナリー クウェイク |
| 1988 | フランス ウェールズ                                            | なし           | ウェールズ       | イングランド      | イングランド          | 創設前                  |
| 1989 | フランス                                                       | なし           | なし             | 引き分け          | イングランド          | スコットランド          |
| 1990 | スコットランド                                                 | スコットランド | スコットランド   | スコットランド    | イングランド          | スコットランド          |
| 1991 | イングランド                                                   | イングランド   | イングランド     | イングランド      | イングランド          | スコットランド          |
| 1992 | イングランド                                                   | イングランド   | イングランド     | イングランド      | イングランド          | スコットランド          |
| 1993 | フランス                                                       | なし           | なし             | イングランド      | アイルランド          | スコットランド          |
| 1994 | ウェールズ                                                     | なし           | なし             | イングランド      | アイルランド          | 引き分け                |
| 1995 | イングランド                                                   | イングランド   | イングランド     | イングランド      | イングランド          | スコットランド          |
| 1996 | イングランド                                                   | なし           | イングランド     | イングランド      | イングランド          | スコットランド          |
| 1997 | フランス                                                       | フランス       | イングランド     | イングランド      | イングランド          | スコットランド          |
| 1998 | フランス                                                       | フランス       | イングランド     | イングランド      | イングランド          | スコットランド          |
| 1999 | スコットランド                                                 | なし           | なし             | イングランド      | イングランド          | スコットランド          |
| 開催 | 優勝                                                           | グランドスラム | トリプルクラウン | カルカッタ カップ | ミレニアム トロフィー | センテナリー クウェイク |

### シックス・ネイションズ (2000–現在)
イタリアが加わり、現在のフォーマットとなる。2国間トロフィーが増えていった。
出典
| 開催 | 優勝         | グランドスラム 全勝優勝 | トリプルクラウン ホーム4国で全勝優勝 | カルカッタ カップ | ミレニアム トロフィー | センテナリー クウェイク | ジュゼッペ ガリバルディ トロフィー | オールド アライアンス トロフィー | ドッディ・ウィアー カップ | クッティッタ カップ | ウドゥン スプーン |
| ---- | ------------ | ----------------------- | ------------------------------------ | ----------------- | --------------------- | ----------------------- | ---------------------------------- | -------------------------------- | ------------------------- | ------------------- | ----------------- |
| 2000 | イングランド | なし                    | なし                                 | スコットランド    | イングランド          | アイルランド            | 創設前                             | 創設前                           | 創設前                    | 創設前              | イタリア          |
| 2001 | イングランド | なし                    | なし                                 | イングランド      | アイルランド          | スコットランド          | 創設前                             | 創設前                           | 創設前                    | 創設前              | イタリア          |
| 2002 | フランス     | フランス                | イングランド                         | イングランド      | イングランド          | アイルランド            | 創設前                             | 創設前                           | 創設前                    | 創設前              | イタリア          |
| 2003 | イングランド | イングランド            | イングランド                         | イングランド      | イングランド          | アイルランド            | 創設前                             | 創設前                           | 創設前                    | 創設前              | ウェールズ        |
| 2004 | フランス     | フランス                | アイルランド                         | イングランド      | アイルランド          | アイルランド            | 創設前                             | 創設前                           | 創設前                    | 創設前              | スコットランド    |
| 2005 | ウェールズ   | ウェールズ              | ウェールズ                           | イングランド      | アイルランド          | アイルランド            | 創設前                             | 創設前                           | 創設前                    | 創設前              | イタリア          |
| 2006 | フランス     | なし                    | アイルランド                         | スコットランド    | アイルランド          | アイルランド            | 創設前                             | 創設前                           | 創設前                    | 創設前              | イタリア          |
| 2007 | フランス     | なし                    | アイルランド                         | イングランド      | アイルランド          | アイルランド            | フランス                           | 創設前                           | 創設前                    | 創設前              | スコットランド    |
| 2008 | ウェールズ   | ウェールズ              | ウェールズ                           | スコットランド    | イングランド          | アイルランド            | フランス                           | 創設前                           | 創設前                    | 創設前              | イタリア          |
| 2009 | アイルランド | アイルランド            | アイルランド                         | イングランド      | アイルランド          | アイルランド            | フランス                           | 創設前                           | 創設前                    | 創設前              | イタリア          |
| 2010 | フランス     | フランス                | なし                                 | 引き分け          | アイルランド          | スコットランド          | フランス                           | 創設前                           | 創設前                    | 創設前              | イタリア          |
| 2011 | イングランド | なし                    | なし                                 | イングランド      | アイルランド          | アイルランド            | イタリア                           | 創設前                           | 創設前                    | 創設前              | イタリア          |
| 2012 | ウェールズ   | ウェールズ              | ウェールズ                           | イングランド      | イングランド          | アイルランド            | フランス                           | 創設前                           | 創設前                    | 創設前              | スコットランド    |
| 2013 | ウェールズ   | なし                    | なし                                 | イングランド      | イングランド          | スコットランド          | イタリア                           | 創設前                           | 創設前                    | 創設前              | フランス          |
| 2014 | アイルランド | なし                    | イングランド                         | イングランド      | イングランド          | アイルランド            | フランス                           | 創設前                           | 創設前                    | 創設前              | イタリア          |
| 2015 | アイルランド | なし                    | なし                                 | イングランド      | アイルランド          | アイルランド            | フランス                           | 創設前                           | 創設前                    | 創設前              | スコットランド    |
| 2016 | イングランド | イングランド            | イングランド                         | イングランド      | イングランド          | アイルランド            | フランス                           | 創設前                           | 創設前                    | 創設前              | イタリア          |
| 2017 | イングランド | なし                    | なし                                 | イングランド      | アイルランド          | スコットランド          | フランス                           | 創設前                           | 創設前                    | 創設前              | イタリア          |
| 2018 | アイルランド | アイルランド            | アイルランド                         | スコットランド    | アイルランド          | アイルランド            | フランス                           | スコットランド                   | 創設前                    | 創設前              | イタリア          |
| 2019 | ウェールズ   | ウェールズ              | ウェールズ                           | 引き分け          | イングランド          | アイルランド            | フランス                           | フランス                         | ウェールズ                | 創設前              | イタリア          |
| 2020 | イングランド | なし                    | イングランド                         | イングランド      | イングランド          | アイルランド            | フランス                           | スコットランド                   | スコットランド            | 創設前              | イタリア          |
| 2021 | ウェールズ   | なし                    | ウェールズ                           | スコットランド    | アイルランド          | アイルランド            | フランス                           | スコットランド                   | ウェールズ                | 創設前              | イタリア          |
| 2022 | フランス     | フランス                | アイルランド                         | スコットランド    | アイルランド          | アイルランド            | フランス                           | フランス                         | ウェールズ                | スコットランド      | イタリア          |
| 2023 | アイルランド | アイルランド            | アイルランド                         | スコットランド    | アイルランド          | アイルランド            | フランス                           | フランス                         | スコットランド            | スコットランド      | イタリア          |
| 2024 | アイルランド | なし                    | なし                                 | スコットランド    | イングランド          | アイルランド            | 引き分け                           | フランス                         | スコットランド            | イタリア            | ウェールズ        |
| 2025 | フランス     | なし                    | アイルランド                         | イングランド      | アイルランド          | アイルランド            | フランス                           | フランス                         | スコットランド            | スコットランド      | ウェールズ        |
| 開催 | 優勝         | グランドスラム 全勝優勝 | トリプルクラウン ホーム4国で全勝優勝 | カルカッタ カップ | ミレニアム トロフィー | センテナリー クウェイク | ジュゼッペ ガリバルディ トロフィー | オールド アライアンス トロフィー | ドッディ・ウィアー カップ | クッティッタ カップ | ウドゥン スプーン |

## 放送・配信
日本では、1998年から2015年まではJ SPORTS（旧称：2000年までSKY sports、2003年までJ SKY SPORTS）が放送。
2016年からWOWOWが日本国内の放送権を持ち、放送と配信を行っている。
2024年1月24日、Netflix（ネットフリックス）がインタビューを中心としたドキュメンタリーシリーズ「シックス・ネーションズ フルコンタクト」を配信開始した（全8回、1回33分～47分）。2025年1月29日から第2シリーズ「シックス・ネーションズ イン・タッチ」の配信を開始。

## 外部サイト
- GUINNESS Six Nations - 大会公式サイト
- シックスネイションズチャンピオンシップ - ワールドラグビー
- シックス・ネイションズ (sixnationsrugby) - Facebook
- シックス・ネイションズ (@SixNationsRugby) - X（旧Twitter）
- シックス・ネイションズ (@sixnationsrugby) - Instagram